# Johann Feierfeil
Johann Feierfeil (11. prosince 1860 Velký Malahov – ???) byl rakouský politik německé národnosti z Čech, poslanec Českého zemského sněmu.

## Biografie
Johanmn Feierfeil byl rolník v Olešné u Neustadtlu. V letech 1867–1873 chodil na obecnou školu v Semněvicích, v letech 1873–1875 ve Velkém Malahově. Pak se věnoval správě svého hospodářství. Roku 1882 oženil s Katharinou Funkovou z Olešné. V Olešné se s ní usadil. Byl tam zvolen do obecního výboru. Byl činný i v německém politickém spolku pro okres Přimda.
Zapojil se i do vysoké politiky. V zemských volbách roku 1901 byl zvolen na Český zemský sněm, kde zastupoval kurii venkovských obcí, obvod Tachov. Uváděl se tehdy jako německý agrárník (Německá agrární strana).